# Миндоро
Миндоро (на тагалог: Mindoro) е остров в централната част на Филипинския архипелаг, разположен между море Сибуян на изток, море Сулу на юг и Южнокитайско море на запад, територия на Филипините. Площта му е 10 572 km². Населението му към 2020 г. е 1 408 000 души. На север протока Верде го отделя от остров Лусон, на изток протока Таблас – от островите Мариндуке, Бантон, Симара и Таблас, а на югозапад протока Миндоро – от архипелага Каламиан. Релефът му е предимно планински, като се открояват два планински масива – на север Алкон 2582 m, на юг Бако 2488 m. Планините са изградени от гранити, диорити, шисти и седиментни формации. Край бреговете има тесни крайбрежни равнини. Климатът е субекваториален, мусонен. На изток валежите целогодишно падат равномерно, а на запад има сух сезон през зимата и пролетта и влажен през останалата част, като сумата на валежите праз влажния сезон надхвърля 4000 mm. Склоновете на планините са покрити с влажни тропични и мусонни гори, а по крайбрежието са развити мангрови гори. По-голямата част от крайбрежните равнини са земеделски усвоени, като се отглежда ориз, захарна тръстика, кокосова палма. Разработва се находище на злато. Островът се дели на две провинции: Източен Миндоро с административен център град Калапан и Западно Миндоро – с град Мамбурао.